# Takahito Sōma
Takahito Sōma (相馬 崇人?, Sōma Takahito; Kanagawa, 10 dicembre 1981) è un ex calciatore giapponese, di ruolo difensore.

## Carriera
Formatosi nel Tokyo Verdy, chiamato all'epoca Verdy Kawasaki, e nella selezione calcistica della Kokushikan Daigaku, esordisce in massima serie giapponese nella stagione 2003 con il sodalizio capitolino del Tokyo Verdy. Durante la militanza nei verdi di Tokyo, vince la Coppa dell'Imperatore 2004.
Nel 2006 passa all'Urawa Reds, sodalizio con cui si aggiudica in tre anni di militanza un'altra Coppa dell'Imperatore nel 2006, il campionato 2006, la Supercoppa del Giappone 2006 e l'AFC Champions League 2007.
Nel 2008 lascia il Giappone per trasferirsi in Europa. Dal 2008 al 2010 milita nel Marítimo, sodalizio portoghese di massima serie, mentre nella stagione 2010-2011 è in forza all'Energie Cottbus, squadra della serie cadetta tedesca.
Nel luglio 2011 torna in patria per militare nel Vissel Kobe.

## Palmarès

### Club

#### Competizioni nazionali
- Campionato giapponese: 1

Urawa Reds: 2006
- Coppa dell'Imperatore: 2

Tokyo Verdy: 2004
Urawa Reds: 2006
- Supercoppa giapponese: 1

Urawa Reds: 2006

#### Competizioni internazionali
- AFC Champions League: 1

Urawa Reds: 2007